# کوه لوگانو
کوه لوگانو (به لاتین: Mount Lugano) یک کوه در گرینلند است که در پارک ملی شمال شرق گرینلند واقع شده‌است. کوه لوگانو ۲٬۱۹۴ متر بالاتر از سطح دریا واقع شده‌است.